# 喬克爾卡米里山
18°11′7″S 68°23′23″W / 18.18528°S 68.38972°W
喬克爾卡米里山（Chuqil Qamiri），是玻利維亞的山峰，位於該國奧魯羅省的薩亞馬省，處於卡帕哈山西南面和維拉科柳山東南面，屬於安第斯山脈的一部分，海拔高度4,820米。